# شرکت اکتشاف و تولید پی‌تی‌تی
شرکت اکتشاف و تولید پی‌تی‌تی (انگلیسی: PTT Exploration and Production) شرکت اکتشاف و تولید نفت تایلندی است، که در سال ۱۹۸۵ توسط شرکت پی‌تی‌تی تأسیس شد.